# Konikowo (Świeszyno)
Konikowo [kɔniˈkɔvɔ] (deutsch Konikow) ist ein Dorf in der Woiwodschaft Westpommern in Polen. Es gehört zur Gmina Świeszyno (Gemeinde Schwessin) im Powiat Koszaliński (Kösliner Kreis).
Vor 1945 bildete Konikow eine Gemeinde im Kreis Köslin der preußischen Provinz Pommern. Zur Gemeinde gehörten neben Konikow die Wohnplätze Gelber Berg, Schwarzer Berg und Zarren.
Kornikowo hat zur Zeit 626 Einwohner.

## Persönlichkeiten

### Söhne und Töchter des Ortes
- Erich Raddatz (1886–1964), deutscher Politiker (SPD, KPD), Bezirksstadtrat in Berlin-Neukölln

### Mit dem Ort verbunden
- Johann Christian Ludwig Haken (1767–1835), deutscher evangelischer Pfarrer und Schriftsteller, war von 1793 bis 1800 Pfarrer in Konikow